# Oonops nigromaculatus
Oonops nigromaculatus är en spindelart som beskrevs av Mello-Leitao 1944. Oonops nigromaculatus ingår i släktet Oonops och familjen dansspindlar. Inga underarter finns listade i Catalogue of Life.